# Paul August von Klenau
Paul August von Klenau (Copenaghen, 11 febbraio 1883 – Copenaghen, 31 agosto 1946) è stato un compositore e direttore d'orchestra danese.

## Biografia
Klenau nacque a Copenhagen, dove studiò con Otto Malling. 
Da giovane abbandonò il suo paese natale per studiare e lavorare in Germania e in Austria, tra gli altri con Max Bruch, Ludwig Thuille e Max von Schillings.
La sua prima sinfonia risultò influenzata da Bruckner, e fu eseguita con successo nel 1908 al Tonkünstlerfest di Monaco. In soli cinque anni seguirono altre tre sinfonie. Le opere successive si ispirarono alla musica francese, a Richard Strauss e alla tecnica a dodici toni di Arnold Schönberg.
Negli anni '20  Schoenberg e Klenau collaborarono attivamente come nel concerto di Friburgo nel 1923.
Klenau strinse amicizia con Alban Berg.
Nel 1912 diresse i concerti della Bach Society di Francoforte.
Successivamente prese residenza permanente in Baviera, dove possedeva una casa di campagna, ma come direttore d'orchestra viaggiò soprattutto in Germania e nel Regno Unito. Trascorse spesso la stagione estiva in Danimarca. 
È stato direttore del teatro di Friburgo dal 1907 al 1914, e ha assunto la guida della Società Filarmonica di Copenaghen e di Vienna.
Dopo il primo periodo orchestrale che durò fino allo scoppio della prima guerra mondiale, Klenau spostò la sua attenzione sul dramma musicale. 
Dal 1913 al 1940 scrisse sette opere. L'opera mitica nordica Kjartan und Gudrun (1918) fu presentata in anteprima da Wilhelm Furtwängler a Mannheim. Questo lavoro è stato seguito nel 1926 dall'opera buffa Die Lästerschule. Tra il 1933 e il 1939, Klenau compose tre grandi opere: Michael Kohlhaas, Rembrandt van Rijn e Elisabeth von England. 
La sua ultima opera, Elisabeth von England, fu rappresentata nel 1941 al Teatro reale di Copenaghen.
Klenau visse a Vienna fino a che la sordità non gli impedì di continuare la sua carriera di direttore. Nel 1940 tornò a Copenaghen, dove rimase fino alla sua morte avvenuta nel 1946, all'età di sessantatré anni. Negli anni intorno al 1940, tornò alla musica orchestrale con le sue tre sinfonie: Triptikon (n. 5, 1939), la Nordische Symphonie (No 6, 1940) e la Sturmsymphonie (n. 7, 1941).
Tra le sue composizioni più importanti, vi sono: 9 sinfonie, il poema sinfonico Paolo e Francesca; la ballata Ebbe Skammelsen; 6 romanze per orchestra; l'opera Sulamith; il balletto Klein Idas Blumen; quartetti; romanze; brani per pianoforte.

## Opere principali

### Opere
- Sulamith, (1913);
- Kjarten und Gudrun, (1918);
- Die Lästerschule, (1925);
- Michael Kohlhaas, (1933);
- Rembrandt van Rijn, (1936);
- Elisabeth von England, (1941);

### Balletti
- Klein Idas Blumen, (1916);
- Marion, (1920);

### Symfonies
- Sinfonia N. 1, (1908);
- Sinfonia N. 2, (1911);
- Sinfonia N. 3, (1913);
- Sinfonia N. 4, Dante-Symphonie, (1913);
- Sinfonia N. 5, Triptikon, (1939);
- Sinfonia N. 6, Nordische Symphonie, (1940);
- Sinfonia N. 7, Die Sturmsymphonie, (1941);
- Sinfonia N. 8, Im Alten Stil, (1942);
- Sinfonia N. 9, (1945);

### Orchestra
- Paolo und Francesca, fantasia sinfonica, (1913);
- Gespräche mit dem Tod, canzoni con orchestra, (1916);
- Jahrmarkt bei London, poema sinfonico, (1922);
- Concerto per violino, (1922);
- Altdeutsche Liedersuite, per orchestra, (1934);
- Festsymphonie, (1938);
- Musik nach Weisen der Minnesänger für Orchester;

### Coro
- Die Weise von Liebe und Tod des Kornetts Christoph Rilke, cantata; (1918);

### Musica da camera
- Quartetto d'archi N. 1, (1911);
- Quartetto d'archi N. 2, (1942);
- Quartetto d'archi N. 3, (1943);

### Pianoforte
- 9 Brani, (1915);
- 3 Stimmungen, (1918).